# Organspendeskandal in Deutschland
Der Organspendeskandal in Deutschland handelt von mutmaßlichen Richtlinienverstößen einzelner Transplantationszentren, um die Wahrscheinlichkeit der Leber, Herz- und Lungen-Organvergabe an Patienten des eigenen Zentrums zu erhöhen, die auf eine Transplantation warten. Die hier geschilderten Vorgänge beziehen sich auf den Zeitraum 2009–2016. Die vollständigen Berichte der Prüfungs- und Überwachungskommission der Bundesärztekammer (BÄK) sind auf der Webseite der BÄK einsehbar. Die Vorfälle wurden 2017 publiziert. Im Einzelnen heißt es im Kurzstatement des Berichtes in Auszügen:
In den Jahren 2010 und 2011 wurden in Deutschland insgesamt 2303 postmortal gespendete Lebern transplantiert.
- In 24 Transplantationszentren wurden die Krankenakten von insgesamt 1180 Empfängern postmortal gespendeter Lebern geprüft.
- In den vier Transplantationszentren Göttingen, Leipzig, München rechts der Isar und Münster wurden schwerwiegende Richtlinienverstöße unterschiedlicher Ausprägung festgestellt.
- In Göttingen ergab sich aufgrund der Art der Verstöße, der Umstände im Einzelfall sowie der Häufigkeit des Auftretens der Verdacht auf systematische oder bewusste Falschangaben zur Bevorzugung bestimmter Patienten.
- Auch in Leipzig, München und Münster ergaben sich eindeutige Anhaltspunkte für systematische Falschangaben, wenn auch teilweise in zahlenmäßig geringerem Umfang.
- In 20 Transplantationszentren wurden keine bzw. nur solche Richtlinienverstöße festgestellt, bei denen sich aufgrund der Umstände des Einzelfalls oder der geringen Anzahl kein Verdacht auf systematische oder bewusste Falschangaben zur Bevorzugung bestimmter Patienten ergab (z. B. Dokumentationsfehler, Flüchtigkeitsfehler, Bewertungsfehler).
- Es haben sich keine Anhaltspunkte ergeben, dass privatversicherte Patienten oder sogenannte Non-ET-Residents bevorzugt behandelt und transplantiert worden wären.
- Das beschleunigte Vermittlungsverfahren hatte bei Leberspenden 40 % erreicht. Eine sorgfältige Prüfung der Umstände ist nicht erfolgt. Welche Zentren in welchem Umfange davon Gebrauch machten, ist nicht mitgeteilt worden.
- Die Wartelisten wurden im Hinblick auf die Berechtigung nicht überprüft. Die Zahl der Patienten, die auf ein Organ gewartet haben, hat sich mittlerweile halbiert, wenn man von nierenkranken Patienten absieht.

In Berlin, Hamburg, Hannover, Magdeburg und Würzburg wurden keine Richtlinienverstöße festgestellt (siehe S. 17 des Prüfberichtes).

## Einzelne Kliniken (Lebertransplantation)

### Universitätsmedizin Göttingen (UMG)
In Deutschland wurde an der UMG im Jahr 1995 der erste Lehrstuhl speziell für Lebertransplantationen (Klinik für Hepato-biliäre und Transplantationschirurgie) eingerichtet. Wie sämtliche weiteren Lebertransplantationszentren in Deutschland war auch diese Klinik der UMG international ausgerichtet. Gemäß der damaligen Rechtslage durften in den deutschen Transplantationszentren auch Patienten aus anderen europäischen Ländern (sog. non-ET-residents) behandelt werden, bei denen eine Lebertransplantation als letzte Behandlungsoption indiziert war.
Aus organisatorischen Gründen wurde der Lehrstuhl im Jahr 2002 an der UMG geschlossen und der Direktor der Klinik als Chefarzt an eine große amerikanische Klinik berufen. Als Funktionsbereich wurde die Lebertransplantation der Klinik für Allgemein-, Viszeral- und Transplantationschirurgie zugeordnet. Dort wurden bis zum Jahr 2015 Lebertransplantationen durchgeführt. Eine Lebertransplantation ist eine interdisziplinäre Aufgabe (Transplantationschirurgie, Labormedizin, Innere Medizin, Anästhesie und Intensivmedizin, Psychiatrie, Radiologie und Pathologie). und bedarf einer Bündelung der Informationen und Steuerung der Abläufe. In der Lebertransplantations-Ambulanz der Chirurgischen Klinik wurden zentral die Krankenakten geführt. Eine unabhängige Stabsstelle mit dem Transplantationskoordinator war unmittelbar dem Vorstand zugeordnet. Letzteres diente der Ablaufsteuerung über Eurotransplant und Deutschen Stiftung für Organtransplantation (DSO).
Im Jahr 2011 wurde erstmals der Vorwurf einer Datenmanipulation gegen den dafür zuständigen Oberarzt in der Chirurgie erhoben. Von ihm hat sich die UMG nach Bekanntwerden der Vorwürfe getrennt.
Dieser Chirurg war Assistenzarzt in der Aufbauphase des 1995 eingerichteten Lehrstuhls beim Aufbau der Lebertransplantation an der UMG. Seine damaligen wissenschaftlichen Untersuchungen blieben die Grundlage späterer Publikationen, auch nach seinem Wechsel an das Universitätsklinikum Regensburg. Hier bildeten sie die Grundlage seiner Habilitationsschrift. Im Jahr 2008 kehrte er an die UMG als seine alte chirurgische und wissenschaftliche Wirkungsstätte zurück. In leitender Oberarztfunktion oblag ihm die Verantwortung für den Aufgabenbereich Lebertransplantation in der Klinik für Allgemein-, Viszeral- und Transplantationschirurgie. Im Jahr 2009 erfolgte nach dem üblichen Verfahren die Berufung auf eine Professur (W2 auf Zeit) durch den Präsidenten der Universität.
Die Manipulationsvorwürfe gegen ihn führten dazu, dass er 2013 in Untersuchungshaft genommen und wegen versuchten Totschlags in elf Fällen sowie Körperverletzung mit Todesfolge in drei Fällen angeklagt wurde. Am 6. Mai 2015 wurde er vom Landgericht Göttingen freigesprochen, da nach dessen Ansicht die Manipulationen nicht von diesen Straftatbeständen erfasst würden. Die Staatsanwaltschaft legte beim Bundesgerichtshof Revision ein, der den Freispruch am 28. Juni 2017 bestätigte. Das Landgericht Braunschweig sprach ihm 2019 wegen des knappen Jahres Untersuchungshaft eine Entschädigung von etwa 1,1 Millionen Euro sowie circa 80.000 Euro für Kautionszinsen zu. Die Verfahren gegen weitere Angehörige der UMG und eine Vermittlungsfirma wurden eingestellt. Gegen eine Patientin wurde wegen falscher Angabe vor Gericht zu ihrem Alkoholkonsum das Verfahren gegen Zahlung einer Geldauflage eingestellt. Hinweise auf Bestechlichkeit oder auf etwaigen Organhandel haben sich nach Angaben der Staatsanwaltschaft Braunschweig nicht ergeben.

### Universitätsklinikum Regensburg
Nach Angaben der Sprecherin des Universitätsklinikums Regensburg könnten auch Patienten aus Jordanien verbotenerweise auf eine Warteliste für europäische Transplantations-Patienten gesetzt worden sein. Der ehemalige Leiter der Transplantation der UMG war von 2003 bis 2008 in Regensburg als Oberarzt beschäftigt und soll auch mit Unterstützung der Bayerischen Staatsregierung 2004 eine Kooperation mit dem Jordan Hospital in Amman eingegangen sein. Es wird sogar vermutet, dass eine unter Regensburg verbuchte Transplantation in Amman durchgeführt wurde.
Der Direktor der Klinik und Poliklinik für Chirurgie am Universitätsklinikum Regensburg wurde vorübergehend vom Dienst beurlaubt; die Beurlaubung wurde im November 2012 aufgehoben.

### Klinikum rechts der Isar
Die Prüfungs- und Überwachungskommission der BÄK stellte hier 38 Richtlinienverstöße fest. Die Kommission unter Leitung des Wiener Chirurgen Ferdinand Mühlbacher bestätigt in ihrem Abschlussbericht im Wesentlichen die bereits bekannten Verstöße gegen Transplantationsrichtlinien am Klinikum rechts der Isar. Sie kommt auf eine Zahl von insgesamt 28. Bei dreien davon sieht Mühlbacher „kriminelle Potenz“. Bei ihnen besteht laut Bericht „der Verdacht auf eine systematische oder bewusste Täuschung zur Bevorzugung besonderer Patienten“. Konkret sollen Blutproben mit Urin manipuliert worden sein.
Diese Fälle werden bereits von der Staatsanwaltschaft untersucht. Vor allem aber spricht Mühlbacher ein vernichtendes Urteil über die Organisation des Lebertransplantationszentrums am Klinikum rechts der Isar. Die Abteilung habe „weder Struktur noch das richtige Personal“. Zudem seien die Überlebensraten der Patienten zu niedrig. 70 Prozent überstehen das erste Jahr. Der europäische Standard liegt laut dem Gutachten bei über 80 Prozent.
Die übrigen 25 Verstöße gegen Richtlinien stuft Mühlbacher als weniger gravierend ein, sie seien teils durch menschliche Fehler, teils durch Mängel im Regularium für Transplantationen zu erklären. Insgesamt aber zeige sich eine „fehlende Infrastruktur“ im Klinikum und ein „eher lockeres Umgehen mit bestehenden Regelvorschriften“.
Mit den Manipulationen bei Lebertransplantationen am Klinikum rechts der Isar sollte möglicherweise vor allem die Zahl der Verpflanzungen erhöht werden. Diesen Verdacht hat der ehemalige Leiter des Transplantationszentrums und Chef der Nephrologie genährt. In einem Artikel der Fachzeitschrift Dialyse aktuell äußerte er sich zu den Hintergründen des Skandals, in den das Klinikum rechts der Isar verwickelt war:

„Über die Gründe für diese Manipulationen ist viel spekuliert worden. Klar ist aber, dass eine der Hauptmotivationen der Wunsch nach vermehrten Lebertransplantationen war. Dies war nur über eine Manipulation der Warteliste möglich, da Deutschland bereits vor diesem Skandal eine im internationalen Vergleich niedrige Spenderate hatte.“

Das Klinikum trennte sich bereits von seinem Chefarzt für Chirurgie. Hintergrund der geplanten Trennung von dem Professor sind drei Fälle, in denen Blutproben offenbar mit Urin verunreinigt wurden. Zwei dieser Blutpanschereien aus dem Jahr 2010 waren schon damals aufgefallen. Der Chirurgie-Chef zog aber keine Konsequenzen aus den Vorgängen. Einer Patientin ist darüber hinaus 2011 eine Leber transplantiert worden, obwohl dies nach Ansicht von Fachleuten, die derzeit das Transplantationsprogramm der Klinik begutachten, gar nicht nötig gewesen sei.
Wissenschaftsminister Wolfgang Heubisch (FDP) und Gesundheitsminister Marcel Huber (CSU) teilten Mitte Mai 2013 auf einer Pressekonferenz die Schließung der Transplantationsprogramme in Erlangen und im Münchner Klinikum rechts der Isar der Technischen Universität München mit.

### Klinikum der Universität München (Ludwig-Maximilians-Universität München – Campus Großhadern)
Die Prüfer der Bundesärztekammer haben auch am Klinikum Großhadern sieben Richtlinienverstöße bei Lebertransplantationen festgestellt. Sie kamen zu dem Schluss, dass dort in den Jahren 2010 und 2011 vier Patienten mit Leberkrebs eine Spenderleber transplantiert wurde, obwohl ihr Krebsherd noch sehr klein war. Die Prüfer beurteilten dies als klare Verstöße gegen die Richtlinien für Lebertransplantationen.
Bei den Großhaderner Patienten, um die es beiden Kommissionen geht, betrug der Durchmesser der Krebsherde weniger als zwei Zentimeter. Nach Ansicht der Prüfer erlauben die Richtlinien die Zuteilung einer Spenderleber an Krebskranke mit einem Tumor aber lediglich, wenn dieser zwischen zwei und fünf Zentimeter groß ist. Nur wenn sich bei einem Patienten bereits mehrere Krebsherde gebildet haben, dürfen diese auch kleiner als zwei Zentimeter sein.
Drei weitere Manipulationen am Klinikum Großhadern wurden nicht als schwerwiegende Verstoße gegen die Richtlinien gewertet.

### Universitätsklinikum Leipzig
Auch am Universitätsklinikum Leipzig hat es 76 Richtlinienverstöße bei Lebertransplantationen gegeben. Das veröffentlichte das Klinikum im Januar 2013. Bei 37 der 182 Patienten, denen in den Jahren 2010 und 2011 eine Spenderleber transplantiert wurde, seien Daten manipuliert worden, sagte der Medizinische Vorstand des Klinikums, Wolfgang Fleig. Im Februar 2019 wurde Fleig wegen eines zerstörten Vertrauensverhältnisses vom Aufsichtsrat des Universitätsklinikums Leipzig von seinem Posten abberufen.
Ende Juni 2013 wurde gegen drei Ärzte ein Ermittlungsverfahren eröffnet. Die Leipziger Staatsanwaltschaft ging dem Verdacht des versuchten Totschlags und der gefährlichen Körperverletzung nach. Die Ermittlungen sollten klären, ob Patienten zu Schaden gekommen oder sogar gestorben sind. Aufgrund nicht hinreichenden Tatverdachts wurde kein Gerichtsverfahren eröffnet.

### Universitätsklinikum Münster
Am Universitätsklinikum Münster gab es den Angaben zufolge insgesamt 25 Richtlinienverstöße u. a. auch bei der Angabe von Dialysen. Die Prüfer bezweifelten, dass in allen Fällen eine für eine Transplantation relevante Indikation vorgelegen hat. Die Vorgänge seien „noch nicht endgültig bewertet“. Der Bericht der Bundesärztekammer schildert dies wie folgt: „Die Kommissionen haben bei Ihren Überprüfungen systematische Richtlinienverstöße festgestellt. Bei den 30 Patienten, die in den Jahren 2010 und 2011 gegenüber Eurotransplant als dialysepflichtig gemeldet worden waren, hatte in fünf Fällen eine Dialyse gar nicht stattgefunden oder aber war vorzeitig abgebrochen worden, ohne dass eine Wiederaufnahme möglich oder beabsichtigt war. In weiteren neun Fällen fehlte nach Auffassung der Kommissionen eine Indikation zur Dialyse, sodass eine Dialysemeldung gegenüber Eurotransplant von vornherein nicht berechtigt war. Dies war im Übrigen auch in den beiden Fällen zu beanstanden, in denen eine Meldung gegenüber Eurotransplant bereits nicht hätte stattfinden dürfen, weil die Therapie endgültig abgebrochen war. Die Vorlage der erforderlichen Unterlagen verlief bei den ersten Visitationen äußerst schleppend und war zum Teil gar nicht möglich. Bei den nachfolgenden Visitationen war dieser Mangel behoben. Die erforderlichen Unterlagen konnten vorgelegt bzw. nachgereicht werden. Die Visitationen verliefen in einer sachlichen und konzentrierten Atmosphäre.“ (siehe S. 13 u. 21 des Prüfberichtes Teil 4).

### Universitätsklinikum Essen
Am Universitätsklinikum Essen steht der Umgang mit Spenderlebern in der Kritik. Insgesamt wurden 15 Richtlinienverstöße festgestellt. Das Klinikum akzeptiert viele Organe niedriger Qualität, die anderswo abgelehnt werden, weil sie etwa verfettet sind oder von betagten Spendern stammen. Auch deshalb kommt Essen bundesweit auf die mit Abstand höchste Anzahl an Lebertransplantationen. Fast 17 Prozent der Lebertransplantierten starben dort 2011 noch im Krankenhaus.

## Einzelne Kliniken (Herz-, Lungentransplantation)

### Lungentransplantationsprogramm Hamburg
Am 4. Mai, 7. Juli und 13. November 2015 wurde das Lungentransplantationsprogramm des Universitätsklinikums Hamburg-Eppendorf (UKE) geprüft. In 14 von insgesamt 25 überprüften Fällen wurden falsche Blutgaswerte angegeben, ohne dass der sehr kritische Gesundheitszustand, den diese Daten implizieren, nachvollzogen werden konnte. Das UKE legte keine Intensivverlaufskurven eigener Patienten vor, trotz mehrfacher Aufforderung durch die Kommission. Ferner kam das UKE als für die Listenführung zuständiges Zentrum nicht seiner Pflicht zu ordnungs- und sachgemäßer Wartelistenmeldung nach. Als ganz erhebliches, in diesem Ausmaß bei keiner anderen Zentrumsprüfung vorgekommenes Hindernis der Überprüfung der Richtlinienkonformität der „High Urgency“-Meldungen (n=12) erwies sich, dass ganz überwiegend keine und in den übrigen Fällen nur Originalakten mit wenigen Kurvenblättern und Originalbefunden vorgelegt werden konnten. Dies betraf in erster Linie die in Großhansdorf behandelten Patienten. Im UKE wurden in einem elektronischen Archivierungssystem gespeicherte Befunde gezeigt und Ausdrucke aus der elektronischen Patientenakte nachgereicht. Es konnten aber – entgegen der in der Stellungnahme des UKE geäußerten Behauptung – auch hier nicht alle Krankheits- und Behandlungsverläufe anhand von Patientenkurven belegt werden. Die Originaldokumente wurden weder in das elektronische Patientensystem am UKE eingelesen noch nachgereicht, noch sind sie bis heute wieder aufgetaucht.

### Herztransplantationsprogramm München (Ludwig-Maximilians-Universität München – Campus Großhadern)
Im Prüfungszeitraum der Jahre 2010 bis 2012 fanden in der Herzchirurgischen Klinik und Poliklinik unter Leitung von Bruno Reichert insgesamt 95 Herztransplantationen statt. Die Kommissionen konnten sich auf die Prüfung von insgesamt 64 Transplantationen beschränken. Bei insgesamt 20 Patienten mussten die Kommissionen feststellen, dass einzelne HU-Anträge gegen die Richtlinien verstießen und diese Verstöße bei mindestens 17 Patienten auch bewusst und gewollt geschahen.

### Lungentransplantationsprogramm München (Ludwig-Maximilians-Universität München – Campus Großhadern)
Im Prüfungszeitraum der Jahre 2010 bis 2012 fanden insgesamt 117 isolierte und 2 kombinierte Lungentransplantationen statt. Die Kommissionen haben am 21. und 22. April 2015 insgesamt 53 Transplantationen überprüft. Da hierbei Unregelmäßigkeiten festgestellt wurden, setzten die Kommissionen die Prüfung am 11. Juni 2015 in der Asklepios Fachklinik München-Gauting fort. Auf Grund der vorgefundenen Verstöße wurden insgesamt 83 Transplantationen geprüft. Die Kommissionen haben bei ihren Prüfungen bei insgesamt 37 Patienten festgestellt, dass einzelne oder mehrere HU-Anträge bzw. LAS-Anträge gegenüber Eurotransplant falsche Angaben enthielten, die einen Krankheitszustand des Patienten abbildeten, der nicht den tatsächlichen Gegebenheiten entsprach. Anzahl und Art der zahlreichen Falschangaben gegenüber Eurotransplant und insbesondere die mit ihnen verbundenen Verfälschungen der Intensivverlaufskurven ergeben eindeutig, dass diese Verstöße auch bewusst und gewollt geschehen sind. Es handelt sich um systematisches Vorgehen, das zum Ziel hatte, den Patienten kränker erscheinen zu lassen, als es den Tatsachen entsprach, und somit eine HU-Listung zu erreichen.

### Herztransplantationsprogramm Heidelberg
Im Prüfungszeitraum der Jahre 2010 bis 2012 fanden in der Klinik für Herzchirurgie des Universitätszentrums Heidelberg insgesamt 80 Herztransplantationen statt. Es wurden insgesamt 59 Transplantationen geprüft. Es stellten sich nicht unerhebliche Unregelmäßigkeiten heraus, insbesondere unrichtige Angaben zur Höhe der verabreichten Katecholamine sowie gezielte Medikamentensteigerungen im Katecholamin-Bereich zum Zeitpunkt der HU-Antragsstellung. Es stellte sich des Weiteren heraus, dass diese Unregelmäßigkeiten im Sommer 2011 endeten. Im nachfolgenden Zeitraum traten derartige Falschangaben bzw. Manipulationen nicht mehr auf. Die von den Kommissionen ab Sommer 2011 überprüften Fälle waren ordnungsgemäß und ließen keinerlei systematische Verstöße oder Manipulationen erkennen. Es besteht somit ein zeitlicher Zusammenhang zwischen der Tätigkeit eines Oberarztes und den nachfolgend im Einzelnen aufgezeigten Falschmeldungen und Manipulationen.

### Herztransplantationszentrum Universitätsklinikum Köln-Lindenthal
Im Prüfungszeitraum der Jahre 2010 bis 2012 fanden insgesamt 13 isolierte und zwei kombinierte Herztransplantationen (Herz-Lunge) statt. Die Kommissionen haben alle 15 Transplantationen überprüft. Es wurden verschiedene Unregelmäßigkeiten bestehend aus Falschmeldungen an Eurotransplant über die Medikamentendosierung sowie die tatsächliche Medikamentengabe festgestellt. Im Rahmen einer Innenrevision wurden weitere Unregelmäßigkeiten festgestellt und über das Landesministerium gemeldet. Es wurden bei insgesamt 6 Patienten Richtlinienverstöße bei HU-Anträgen festgestellt, die in falschen Medikamentenangaben und unrichtigen Darstellungen bestanden. Es ist angesichts der Art und Häufigkeit dieser Auffälligkeiten davon auszugehen, dass es sich um bewusste und gewollte Verstöße gehandelt hat. Das gezielte Vorgehen ergibt sich insbesondere auch daraus, dass bei anstehenden Reevaluationen des HU-Status die Falschangaben des Erstantrages nicht lediglich wiederholt, sondern variiert wurden.

## Die Richtlinienverstöße als systematische Manipulationen
Bei einer Gesamtbetrachtung der Fälle wird deutlich, dass es sich nicht um Einzeltaten, sondern vielmehr um eine systematische Manipulation innerhalb verschiedener deutscher Transplantationszentren handelt. Dies zeigen die Ergebnisse einer interdisziplinären Studie der Universität Heidelberg, welche zwischen 2014 und 2016 durchgeführt wurde.
In der Gesamtschau wird deutlich, dass die Manipulationsvorwürfe nicht die deutsche Transplantationsmedizin pauschal betreffen, sondern sie sich vielmehr auf bestimmte Zentren sowie bestimmte Transplantationsgebiete beschränken. So stellte die Prüfungs- und Überwachungskommission im Prüfzeitraum 2010–2012 in 14 der 51 deutschen Transplantationszentren Manipulationen fest. Dabei wurden in den betroffenen Zentren bei 369 der 1010 geprüften Fälle Richtlinienverstöße identifiziert. Somit beträgt die durchschnittliche Manipulationsrate pro betroffenem Zentrum 40 % der geprüften Fälle. Mit Hinblick auf die betroffenen Organe konnten bei Leber-, Herz- und Lungentransplantationen Richtlinienverstöße festgestellt werden, wogegen Nieren- und Pankreastransplantationen keine Verstöße aufwiesen.
Bezogen auf die Mechanismen, die hinter den Manipulationsfällen wirksam waren, zeigt die Studie, dass individuelle Bereicherungen auf Seiten der Ärzte nicht von Bedeutung waren. Vielmehr können die Anreize in den Eigenlogiken der ärztlichen Profession sowie der universitären Medizin gesehen werden. So hingen mit dem medizinischen Wettbewerb, der medizinischen Fachautorität und dem ärztlichen Ethos, bestmögliche Behandlungsergebnisse zu erzielen, Handlungsregeln zusammen, die Anreize für Verstöße gegen die Transplantationsrichtlinien darstellten.
Mit dem Aufdecken des Herz- und Lungentransplantationsskandals in Großhadern forderte die DTG Konsequenzen: „Im Skandal um Herztransplantationen gerät das Klinikum Großhadern unter stärkeren Druck. Die Deutsche Transplantationsgesellschaft (DTG) hat das Klinikum der Universität München jüngst aufgefordert, seine Verteidigung endlich aufzugeben…..Doch während Berlin und Heidelberg Manipulationen einräumen, streitet Großhadern dies ab: Die Patienten seien nach dem neuesten Stand der Wissenschaft behandelt worden, der in den veralteten Richtlinien für Herztransplantationen nicht abgebildet werde“, so der Ärztliche Direktor, Karl-Walter Jauch. Mit dieser Argumentation gerät das Klinikum nun zunehmend in die Isolation. Während des vor kurzem zu Ende gegangenen Kongresses der DTG in Dresden hat deren Ethikkommission deutliche Worte formuliert. „Mit großer Sorge“ nehme man die Begründungen aus Großhadern zur Kenntnis, „da sie nahezu jeder Evidenz entbehren und auf teilweise populistisches Niveau reduziert sind. Wenn Ärzte neue Verfahren für sinnvoll halten, die den Transplantations-Richtlinien widersprechen, dann könnten sie schließlich Ausnahmeanträge stellen und dafür sorgen, dass die Richtlinien langfristig geändert werden, so die DTG……In Großhadern und Neuwittelsbach aber hätten Patienten solche Medikamente nur erhalten, um einen HU-Status vorzutäuschen, heißt es in einem Bericht der für die Kontrolle der Transplantationsmedizin zuständigen Kommission. Die Patienten hätten die Medikamente gar nicht gebraucht, manche hätten sie nur alle acht Wochen bekommen - immer wenn eine neue HU-Listung fällig war.“ Die Komplexität der Verwicklungen in diesen Skandal seitens der Klinikleitung Großhadern unter Burkhard Göke (bis Ende 2014) und seinem Nachfolger Karl-Walter Jauch, vormals Leiter der Klinik für Allgemein-, Viszeral- und Transplantationschirurgie und der bayrischen Staatsregierung, wurden von Torsten Verrel, Vorsitzendem der Ständigen Kommission Organtransplantation, ausführlich publiziert.
Der Zusammensetzung der Prüfungskommissionen gemäß § 11 Abs. 3, S. 4 TPG ist zu entnehmen, dass in den Jahren 2014 und 2015, als auch die Transplantationszentren in Hamburg und München Großhadern geprüft wurden (Jahre 2010 bis 2012), sowohl Hermann Reichenspurner (als Organsachverständiger Berater) als Leiter des betroffenen Lungentransplantationszentrums am UKE als auch Bruno Meiser (für die Stiftung Eurotransplant) als Leiter des Transplantationszentrums der Universitätsklinik Großhadern Mitglieder der Prüfungskommissionen waren. Da München zeitlich vor Hamburg geprüft wurde, lässt sich vermuten, warum es zu einer lückenhaften Dokumentationslage bzw. fehlender Originalakten in Hamburg kam.
In der Folge sah die DTG auch die Notwendigkeit personeller Konsequenzen für Bruno Meiser, immerhin etwas, was er selbst immer bei anderen angemahnt hatte: „Vorwürfe gegen Eurotransplant-Chef. Kritik wurde auch am Präsidenten von Eurotransplant (ET) geübt, dem deutschen Herzchirurgen Professor Bruno Meiser. Er leitet das Transplantationszentrum am Klinikum der LMU München. ET ist zuständig für die Vermittlung postmortaler Organe in acht europäische Länder inklusive Deutschland. Die Mehrheit der deutschen Transplantationszentren sieht sich nun einer Umfrage zufolge durch Meiser bei ET nicht mehr repräsentiert. Er solle sein Amt bei ET ruhen lassen, zumindest vorübergehend, bis Fragen zum Fehlverhalten bei der Anmeldung von Patienten auf die Warteliste zur Herztransplantation endgültig geklärt seien. Im Jahr 2015 hatte die Prüfungs- und Überwachungskommission bei der BÄK systematische schwere Verstöße gegen Richtlinien der BÄK und gegen Anwendungsregeln von ET festgestellt. Ziel der Verstöße sei gewesen, dass Patienten des Transplantationszentrums der LMU München mit höherer Dringlichkeit auf die Warteliste für ein Herz kommen. Meiser habe für diese Verstöße zumindest Verantwortung, hieß es bei der Tagung. Es gebe mögliche Interessenkonflikte zwischen seiner Funktion bei ET und der Leitung des Zentrums in München und Meiser solle diese Konflikte auflösen, "... Sonst sind wir unglaubwürdig!" Deutsche Vertreter im Board von ET hatten sich mit ihrem Votum für einen Beschluss, dass Meiser sein Amt bei ET ruhen lässt, in dem Gremium nicht durchsetzen können. Mehrere Diskutanten appellierten in Essen nun an Meiser, das Misstrauensvotum der Transplantationszentren ernst zu nehmen. "Die Vorgänge widersprechen den Interessen der Fachgesellschaft und wir müssen das offenlegen, sonst sind wir unglaubwürdig", sagte der neue Präsident der DTG, Professor Bernhard Banas, Universitätsklinik Regensburg.“
Eine zusammenfassende Beurteilung der Richtlinienverstöße erfolgte seitens des Vorsitzenden der Ständigen Kommission Organtransplantation der Bundesärztekammer 2017 und 2020. Hierbei stellte der Autor fest, dass besonders die Verfahren um die Allokationsskandale in Großhadern wenig hilfreich waren: „Man mag kaum glauben, dass die systemsprengende Dimension der Begründung der Einstellungsverfügung nicht erfasst wurde, ja muss sogar zur Kenntnis nehmen, dass das Staatsministerium diesen fragwürdigen Weg, die Causa Großhadern zumindest vom strafrechtlichen Tisch zu bekommen, wohl nicht nur sekundiert, sondern entscheidend gebahnt hat. Sollte diese Form der Desavouierung der Richtlinien Schule machen, wird es noch schwerer fallen, Transplantationsmediziner, die in ihrer ganz großen Mehrzahl völlig korrekt arbeiten, weiterhin zur Einhaltung der Richtlinien anzuhalten. Es muss ungeachtet der seit dem 1. 8. 2013 durch § 19 Abs. 2a TPG ermöglichten strafrechtlichen Ahndung absichtlicher Falschmeldungen von Patientendaten endlich Schluss damit sein, dass einzelne Ärzte das Organverteilungssystem durch Täuschungen ohne Furcht vor Konsequenzen austricksen, dadurch die Patienten redlich arbeitender Kollegen benachteiligen können und dafür jetzt sogar ausgerechnet von der Aufsichtsbehörde Rückendeckung bekommen. Es ist auch an der Zeit, der Frage nachzugehen, warum bisher weder die Richtlinienverstöße im Herztransplantationsprogramm des Klinikums Großhadern noch die sogar gravierenderen Falschmeldungen und Datenmanipulationen, die die PÜK bei der Überprüfung des Lungentransplantationsprogramms für 2010–2012 in Großhadern festgestellt hat 30, erkennbare Konsequenzen hatten oder anders ausgedrückt, wie eng eigentlich die Verbindungen zwischen Universitätsklinika und Aufsichtsbehörde in Bayern sind. Mia san mia?“ Geht man davon aus, dass Gleiches für das Lungentransplantationsprogramm in Hamburg am UKE gilt: „Der Ruf nach ‚besserer Kontrolle‘ holt Reichenspurner nun ein. Denn als Konsequenz aus dem Göttinger Skandal wurde die ‚Prüfungs- und Überwachungskommission‘ erst geschaffen. ‚Ganz außergewöhnlich‘ finden die Experten der Kommission, dass die Akten von Transplantationspatienten auf dem Weg von Großhansdorf ins UKE abhanden gekommen sein sollen. ‚Trotz mehrfacher und eindringlicher Bitten der Kommission, nach dem Verbleib der Akten sowohl in der LungenClinic als auch im UKE zu forschen, konnten die Originaldokumente bis jetzt nicht zur Verfügung gestellt werden‘, heißt es in dem Bericht.“, stellt sich schon eine fundamentale Vertrauensfrage. Immerhin wurden laut dem taz-Bericht seitens der Bundesärztekammer Konsequenzen gezogen: „Die Bundesärztekammer teilte mit, Reichenspurner sei aus seinen Ämtern in der ‚Ständigen Kommission Organtransplantation‘ vorzeitig ‚verabschiedet worden‘“. Verrel kommt allerdings auch zu dem Schluss, dass sowohl das Vertrauen in die Organspende als auch in die Strukturen nachhaltig gestört und noch nicht wiederhergestellt ist: „Was den soeben beklagten anderen Mangel anbelangt, nämlich den Unwillen, gegen auffällig gewordene Zentren vorzugehen, böte die auf der Tagesordnung stehende Zentralisierung der Krankenhausstruktur eine Gelegenheit, dies zu ändern.“ und nach wie vor Handlungsbedarf besteht.

## Auswirkungen
Der Präsident der Deutschen Transplantationsgesellschaft sprach sich gegen Organhandel und Transplantationstourismus aus. Damit seien Patienten gemeint, die nie in Deutschland gelebt haben und nur ins Land einreisen, um ein neues Organ transplantiert zu bekommen und sich mit der Adresse eines Hotels beziehungsweise einer Klinik auf die Organspendeliste setzen lassen.
Politiker aller Fraktionen sowie der Bundesärztetag 2013 kritisierten umsatzabhängige Gehälter von leitenden Ärzten, sogenannte „Chefarzt-Boni“. Das Universitätsklinikum Göttingen zog Konsequenzen: Die Höhe der Ärzte-Gehälter ist seither nicht mehr an die Zahl der Transplantationen gekoppelt.
Das Transplantationsgesetz ist unter dem Eindruck der beschriebenen Vorkommnisse 2013 mehrfach modifiziert worden; neben erweiterter staatlicher Aufsicht des Transplantationswesens wurde ein neuer Straftatbestand für künftige Manipulationen geschaffen. Seit November 2016 gibt es ein bundesweites Transplantationsregister.
Unter dem Eindruck des Skandals hat die Spendenbereitschaft der Bevölkerung den tiefsten Stand seit 2002 erreicht. Gleichzeitig warten ca. 12.000 Patienten auf ein Spenderorgan.
Durch die Bundesärztekammer, die Deutsche Krankenhausgesellschaft und den Gesetzgeber wurde eine Reihe von Maßnahmen durchgesetzt, um die Transparenz zu erhöhen, die Kontrollgremien zu stärken und Fehlanreize zu vermeiden:
- Die Prüfungs- und die Überwachungskommission haben alle Zentren mit Lebertransplantationsprogrammen überprüft.
- Alle Transplantationszentren werden künftig mindestens einmal in drei Jahren unangekündigt vor Ort geprüft.
- Vertreter der Länder werden an den Prüfungen beteiligt, um einen lückenlosen Informationsfluss zu den zuständigen Überwachungsbehörden herzustellen.
- Im November 2012 wurde eine unabhängige Vertrauensstelle Transplantationsmedizin zur (auch anonymen) Meldung von Auffälligkeiten gegen das Transplantationsrecht eingerichtet.
- Die Richtlinien der Bundesärztekammer zur Wartelistenführung wurden geändert: Eine Transplantationskonferenz entscheidet unter Gewährleistung eines mindestens Sechs-Augen-Prinzips über die Aufnahme auf die Warteliste. Die dafür verantwortlichen Ärzte werden gegenüber der Vermittlungsstelle Eurotransplant benannt.
- Zur Errichtung eines nationalen Transplantationsregisters wurde ein Gutachten in Auftrag gegeben.
- Wartelisten-Manipulationen sind künftig strafbar und können mit einer Freiheitsstrafe bis zu zwei Jahren oder mit einer Geldstrafe belegt werden.
- Die Richtlinien der Bundesärztekammer zur Transplantationsmedizin werden künftig durch das Bundesministerium für Gesundheit genehmigt.
- Die Manipulationsvorwürfe betrafen den Bereich der Organvergabe, der im deutschen Transplantationssystem streng von dem Bereich der Organspende getrennt ist. Trotzdem wurde die Notwendigkeit gesehen, auch im Bereich der Organspende die staatliche Kontrolle zu verstärken. Die Deutsche Stiftung Organtransplantation als Koordinierungsstelle für die Organspende erhält daher eine stärkere öffentlich-rechtliche Ausrichtung.
- Fehlanreize, wie Bonuszahlungen für Transplantationen, sollen vermieden werden. Im April 2013 haben deshalb die Deutsche Krankenhausgesellschaft und die Bundesärztekammer Empfehlungen ausgesprochen, die sicherstellen, dass finanzielle Anreize für einzelne Operationen nicht vereinbart werden dürfen. Das gilt auch für die Transplantationsmedizin. Damit soll die Unabhängigkeit der medizinischen Entscheidung sichergestellt werden.
- Die Krankenhäuser müssen zukünftig in ihren Qualitätsberichten angeben, ob sie sich an die Empfehlungen der Deutschen Krankenhausgesellschaft halten.